# Giganotossauro
Giganotosaurus, (em português Giganotossauro, do grego "lagarto gigante do sul") foi um gênero de dinossauros terópodes que viveu na região da atual Argentina, durante o período Cretáceo, no estágio Cenomaniano, há aproximadamente 99,6 a 97 milhões de anos, mais especificamente na Formação Candeleros, na Patagônia. Seus primeiros fósseis foram encontrados em 1993, no mesmo local, e descrito em 1995 como Giganotosaurus carolinii, em homenagem ao seu descobridor, Rubén D. Carolini.
O Giganotosaurus foi um dos maiores carnívoros terrestres conhecidos, mas o tamanho exato tem sido difícil de determinar devido à incompletude dos restos encontrados até agora. As estimativas para o espécime mais completo variam de um comprimento de 12 a 13 metros (m), um crânio de 1,53 a 1,80 m de comprimento e um peso de 4,2 a 13,8 toneladas (t). O osso dentário que pertencia a um indivíduo supostamente maior foi usado para extrapolar um comprimento de 13,2 m. Alguns pesquisadores consideraram que o animal era maior que o Tiranossauro, que historicamente tem sido considerado o maior terópode, enquanto outros consideram que eles eram aproximadamente iguais em tamanho e as maiores estimativas para o Giganotosaurus são exageradas. O crânio era baixo, com ossos nasais rugosos (ásperos e enrugados) e uma crista no osso lacrimal na frente do olho. A frente do maxilar inferior era achatada e tinha uma projeção para baixo (ou "queixo") na ponta. Os dentes estavam comprimidos lateralmente e tinham serrilhas. O pescoço era forte e a cintura peitoral proporcionalmente pequena.
Parte da família Carcharodontosauridae, o Giganotosaurus é um dos membros mais conhecidos do grupo, que inclui outros terópodes muito grandes, como o Mapusaurus e o Carcharodontosaurus, intimamente relacionados. Acredita-se que o Giganotossauro tenha sido homeotérmico (um tipo de "sangue quente"), com um metabolismo entre o de um mamífero e um réptil, o que permitiria um crescimento rápido. Teria sido capaz de fechar suas mandíbulas rapidamente, capturando e derrubando presas com mordidas poderosas. O "queixo" pode ter ajudado a resistir ao estresse quando de uma mordida contra a presa. Acredita-se que o Giganotossauro tenha sido o principal predador de seu ecossistema, e pode ter se alimentado de dinossauros saurópodes juvenis.

## Descoberta

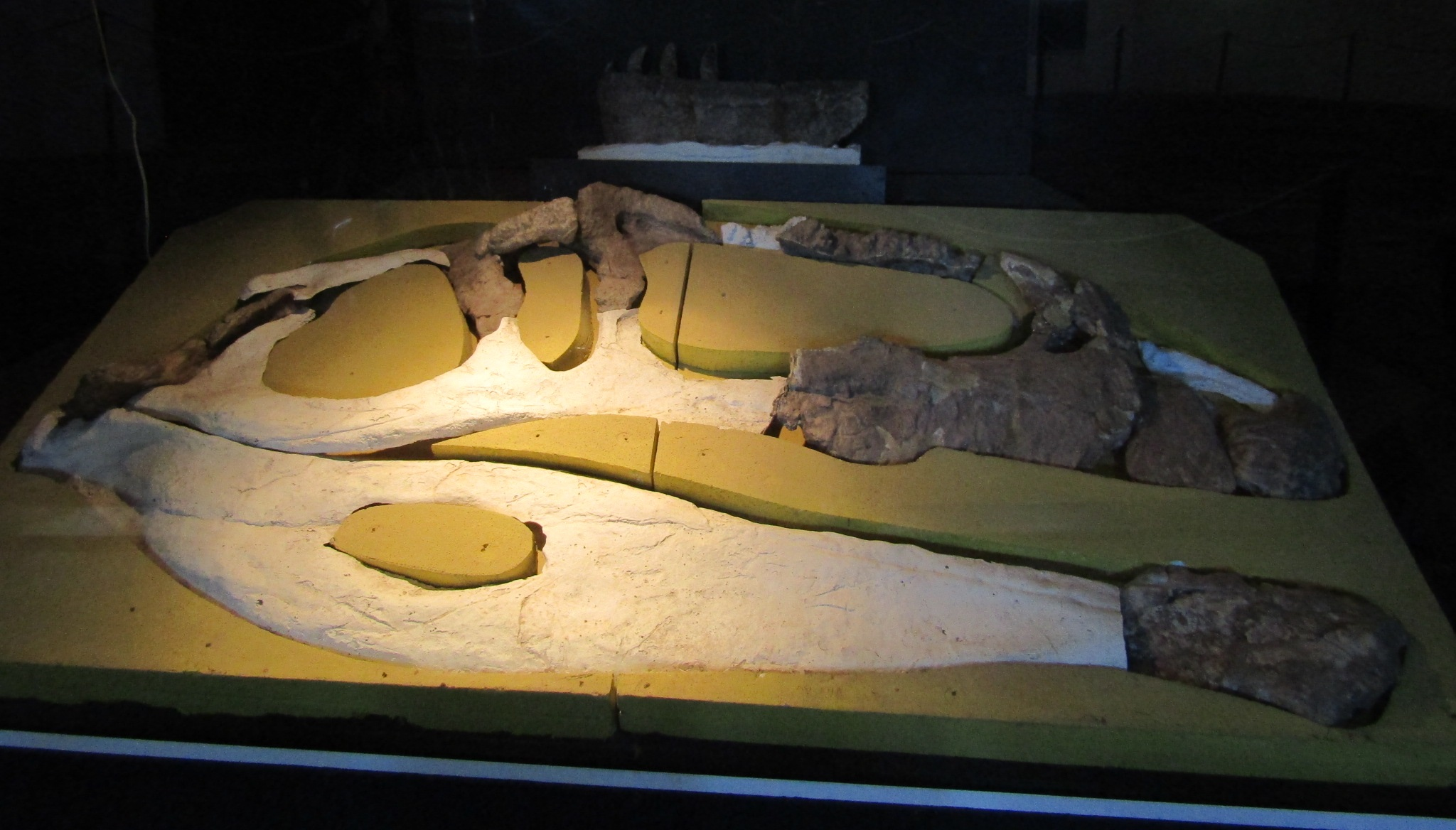
Partes do fóssil do crânio holótipo

O Giganotossauro foi nomeado por Ruben Carolini, um caçador de fósseis amador que o descobriu em 1995, próximo ao rio Limay, na Patagônia, Argentina. A descoberta foi anunciada por Rodolfo Coria e Leonardo Salgado na revista Nature, em 1995. O esqueleto de um dos espécimes encontrados estava 70% completo e incluía o crânio, a pélvis, os ossos do pé e a maioria da espinha dorsal. Seu tamanho é estimado em aproximadamente 4 metros de altura e algo entre 12 e 13 metros de comprimento, com a massa de um dos maiores espécimes calculada em 8,2 toneladas. Um segundo espécime foi encontrado muito mais fragmentado, com somente uma parte da arcada dentária, que é 8% maior que a do primeiro espécime. Estima-se que este segundo espécime possuía um crânio de 1,95 m, sendo 15 centímetros (cm) maior em relação ao primeiro (com 1,80 m de crânio).

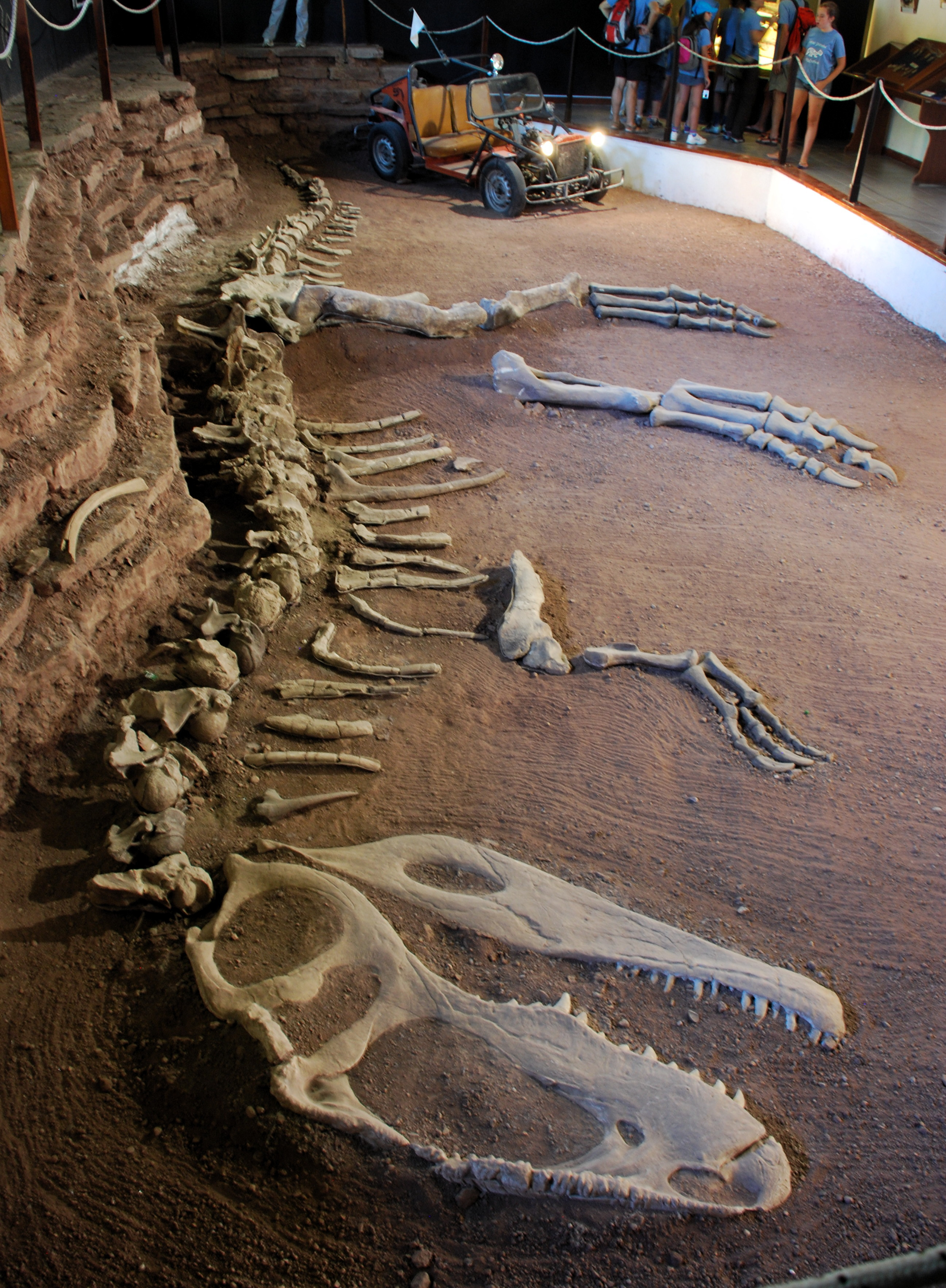
Esqueleto holótipo com reconstrução do crânio, braços e pés no andar térreo do Museu de Paleontologia Ernesto Bachmann

Uma das características dos dinossauros terópodes que mais atraiu o interesse científico é o fato de o grupo incluir os maiores predadores terrestres da Era Mesozoica. Esse interesse começou com a descoberta de um dos primeiros dinossauros conhecidos, o Megalossauro, nomeado em 1824 por seu grande tamanho. Mais de meio século depois, em 1905, o Tiranossauro foi nomeado e permaneceu o maior dinossauro terópode conhecido por 90 anos, embora outros grandes terópodes também fossem conhecidos. A discussão sobre qual terópode era o maior foi revivida na década de 1990 por novas descobertas na África e na América do Sul. Em sua descrição original, Coria e Salgado consideravam o Giganotossauro pelo menos o maior dinossauro terópode do hemisfério sul, e talvez o maior do mundo. Eles admitiram que a comparação com o T. rex era difícil devido ao estado desarticulado dos ossos cranianos do Giganotosaurus, mas notaram que ao medir o tamanho do fêmur do Giganotosaurus, com cerca de 1,43 m, perceberam que este era 5 cm mais longo que o de "Sue", o maior espécime conhecido de Tyrannosaurus, e que os ossos do Giganotossauro pareciam ser mais robustos, indicando um animal mais pesado. Eles estimaram que o crânio tinha cerca de 1,53 m de comprimento, e todo o animal tinha 12,5 m de comprimento, com um peso de cerca de 6 a 8 t.
Em 1996, o paleontólogo Paul Sereno e colegas descreveram um novo crânio do gênero relacionado Carcharodontosaurus, do Marrocos, um terópode descrito em 1927, mas anteriormente conhecido apenas por restos fragmentários (os fósseis originais foram destruídos na Segunda Guerra Mundial). Eles estimaram que o crânio tinha 1,60 m de comprimento, semelhante ao Giganotosaurus, mas talvez excedendo o do Tyrannosaurus "Sue", com um crânio de 1,53 m. Eles também apontaram que os Carcharodontosaurus parecem ter os crânios proporcionalmente maiores, mas que o Tyrannosaurus parece ter membros posteriores mais longos. Em uma entrevista para um artigo de 1995 para Science, Sereno observou que esses terópodes recém-descobertos da América do Sul e da África competiam com o T. rex como os maiores predadores e ajudariam na compreensão da fauna de dinossauros do Cretáceo Superior, que estava muito "centrada na América do Norte". Na mesma edição da revista em que o Carcharodontosaurus foi descrito, o paleontólogo Philip J. Currie advertiu que ainda não foi determinado qual dos dois animais era maior, e que o tamanho de um animal é menos interessante para os paleontólogos do que, por exemplo, adaptações, relacionamentos e distribuição. Ele também achou notável que os dois animais tenham sido encontrados com um ano de diferença um do outro e estavam intimamente relacionados, apesar de terem sido encontrados em diferentes continentes.
Em uma entrevista de 1997, Coria estimou que o Giganotosaurus tinha 13,7 a 14,3 m de comprimento e pesava 8 a 10 t com base em material novo, maior que o Carcharodontosaurus. Sereno respondeu que seria difícil determinar uma faixa de tamanho para uma espécie com base em poucos espécimes incompletos, e ambos os paleontólogos concordaram que outros aspectos desses dinossauros eram mais importantes do que resolver a "disputa de tamanho". Em 1998, o paleontólogo Jorge O. Calvo e Coria atribuíram um osso dentário esquerdo parcial (parte da mandíbula inferior), contendo alguns dentes (MUCPv-95), ao Giganotosaurus. Ele havia sido coletado por Calvo perto de Los Candeleros em 1988 (encontrado em 1987), que o descreveu brevemente em 1989, observando que pode ter pertencido a um novo táxon de terópodes. Calvo e Coria descobriram que o material dentário era idêntico ao do holótipo, embora 8% maior, com 62 cm. Embora a parte traseira estivesse incompleta, eles propuseram que o crânio do espécime do holótipo teria 1,80 m de comprimento, e estimaram que o crânio do espécime maior teria 1,95 m de comprimento, o mais longo crânio de qualquer terópode.
Em 1999, Calvo atribuiu um dente incompleto (MUCPv-52) ao Giganotosaurus; este espécime tinha sido descoberto perto do Lago Ezequiel Ramos Mexia em 1987 por A. Delgado, sendo portanto o primeiro fóssil conhecido do gênero. Calvo sugeriu ainda que alguns rastros de terópodes e algumas pegadas isoladas (que ele usou como base do ichnotáxon Abelichnus astigarrae em 1991) pertenciam ao Giganotosaurus, com base em seu grande tamanho. As maiores pegadas têm 50 cm de comprimento com um espaço de 130 cm, e a menor tem 36 cm de comprimento com um espaço de 100 cm. Os rastros possuem dedos grandes e grosseiros e são compostos por três dedos, com impressões de garras proeminentes. As impressões dos dedos ocupam a maior parte do comprimento das pegadas, e uma destas tem um calcanhar fino. Embora os rastros tenham sido encontrados em um nível estratigráfico mais alto do que os principais fósseis de Giganotosaurus, eles eram do mesmo estrato que o dente único e alguns dinossauros saurópodes que também são conhecidos como do mesmo estrato que o Giganotosaurus.

### Debate sobre o tamanho estimado

Comparação de tamanho entre espécimes de Giganotosaurus e um humano

Em 2001, o médico-cientista Frank Seebacher propôs um novo método polinomial de calcular estimativas de massa corporal para dinossauros (usando comprimento, profundidade e largura do corpo) e considerou que o Giganotossauro pesaria 6,6 t (com base na estimativa de comprimento original de 12,5 m). Em sua descrição de 2002 da caixa craniana do Giganotossauro, Coria e Currie deram uma estimativa de comprimento de 1,60 m para o crânio do holótipo e calcularam um peso de 4,2 t, extrapolando a partir da circunferência de 520 mm do eixo do fêmur. Isso resultou em um quociente de encefalização (uma medida do tamanho relativo do cérebro) de 1,9. Em 2004, o paleontólogo Gerardo V. Mazzetta e colegas apontaram que, embora o fêmur do holótipo do Giganotosaurus fosse maior que o de "Sue", a tíbia era 8 cm mais curta, com 1,12 m. Eles consideraram que o espécime do holótipo era igual ao Tiranossauro em tamanho, com 8 t (marginalmente menor que "Sue"), mas que a dentição maior poderia ter representado um animal de 10 t, se geometricamente semelhante ao espécime do holótipo. Usando equações de regressão multivariada, esses autores também sugeriram um peso alternativo de 6,5 t para o holótipo e 8,2 t para o espécime maior e que este último era, portanto, o maior carnívoro terrestre conhecido.

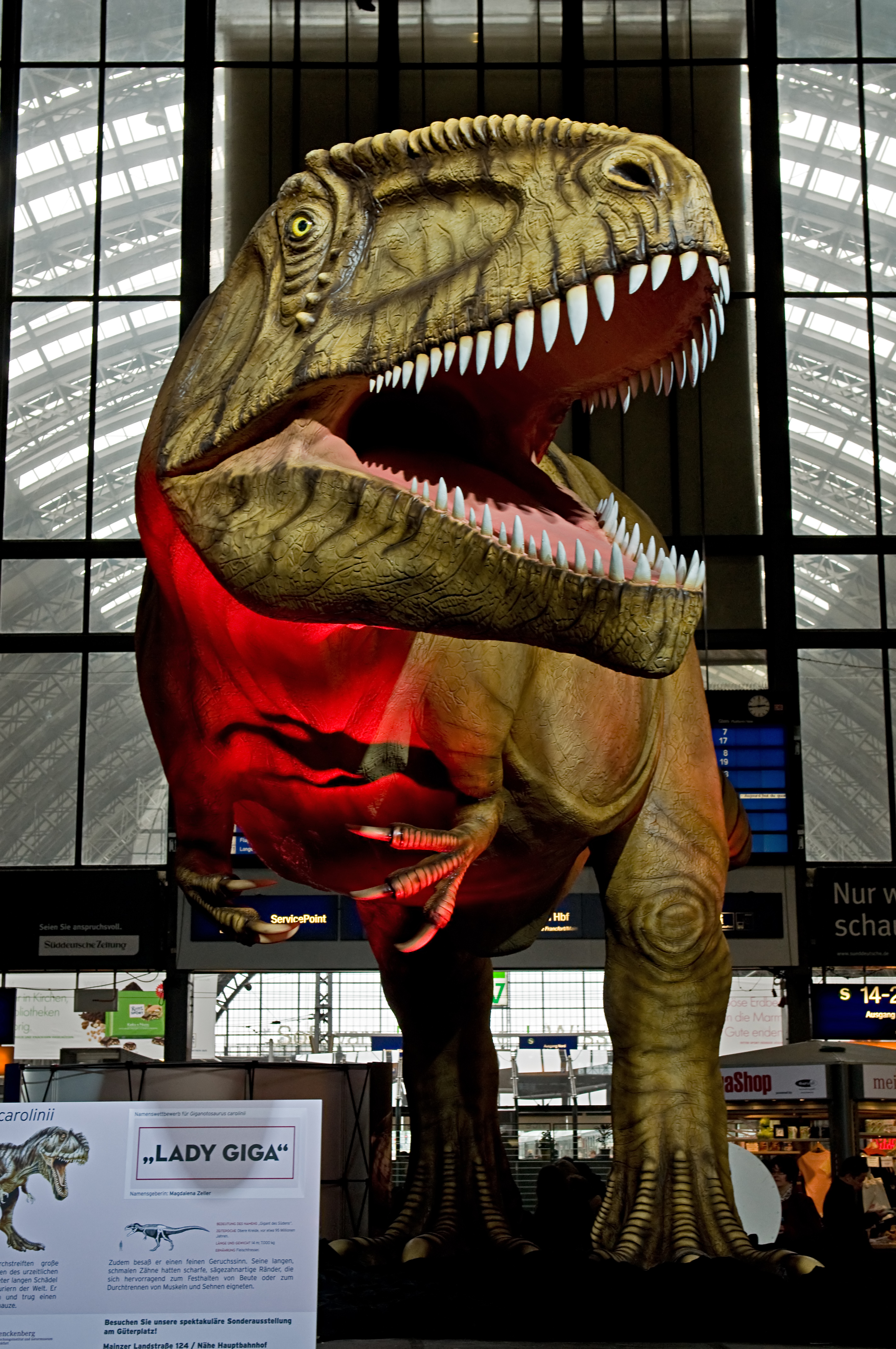
Modelo em tamanho real apelidado de "Lady Giga", Frankfurt Hauptbahnhof

Em 2005, o paleontólogo Cristiano Dal Sasso e colegas descreveram um novo material de crânio (um focinho) de Spinosaurus (cujos fósseis originais também foram destruídos durante a Segunda Guerra Mundial), e concluíram que este dinossauro teria de 16 a 18 m de comprimento com um peso de 7 a 9 t, excedendo o tamanho máximo de todos os outros terópodes. Em 2006, Coria e Currie descreveram o grande terópode Mapusaurus da Patagônia; estava intimamente relacionado ao Giganotossauro e aproximadamente do mesmo tamanho. Em 2007, os paleontólogos François Therrien e Donald M. Henderson consideraram que o Giganotosaurus teria se aproximado de 13 m de comprimento e 13,8 t de peso, enquanto o Carcharodontosaurus teria se aproximado de 13,3 m de comprimento e 15,1 t de peso (superando Tyrannosaurus), e estimou que o crânio do holótipo do Giganotosaurus tinha 1,56 m de comprimento. Eles alertaram que essas medidas dependiam de se os crânios incompletos desses animais foram reconstruídos corretamente e que espécimes mais completos eram necessários para estimativas mais precisas. Eles também consideraram que a reconstrução do Spinosaurus por Dal Sasso e seus colegas era muito grande e, em vez disso, estimaram que tinha 14,3 m de comprimento, pesando 20,9 t e possivelmente tão baixo quanto 12,6 m de comprimento e 12 t de peso. Eles concluíram que esses dinossauros atingiram o limite superior de tamanho biomecânico atingível por um animal estritamente bípede. Em 2010, o paleontólogo Gregory S. Paul sugeriu que os crânios dos carcarodontossaurídeos foram reconstruídos como muito longos em geral.
Em 2012, o paleontólogo Matthew T. Carrano e colegas notaram que, embora o Giganotosaurus tenha recebido muita atenção devido ao seu enorme tamanho, e apesar de o holótipo ser relativamente completo, ainda não havia sido descrito em detalhes, além da caixa craniana. Eles apontaram que muitos contatos entre os ossos do crânio não foram preservados, o que torna o comprimento total do crânio ambíguo. Eles consideraram que os crânios do Giganotosaurus e Carcharodontosaurus eram exatamente do mesmo tamanho que os do Tyrannosaurus. Eles também mediram o fêmur do holótipo do Giganotossauro com 1,365 m de comprimento, em contraste com a medida original, e propuseram que a massa corporal teria sido menor no geral. Em 2013, o paleontólogo Scott Hartman publicou uma estimativa de massa de Integração Gráfica Dupla (com base em reconstruções esqueléticas desenhadas) em seu blog, onde ele considerou que o Tiranossauro ("Sue") era maior que o Giganotossauro em geral. Ele estimou que o holótipo do gênero sul-americano pesava 6,8 t, e o espécime maior 8,2 t, enquanto estima-se que o gênero norte-americano pesasse 8,4 t. Hartman também observou que o T. rex tinha um torso mais largo, embora os dois parecessem semelhantes em vista lateral. Ele também apontou que a dentição do Giganotossauro, que era supostamente 8% maior que a do espécime do holótipo, seria na verdade em torno de 6,5% maior, ou poderia simplesmente ter pertencido a um animal de tamanho semelhante com uma dentição mais robusta. Ele admitiu que com apenas um bom espécime de Giganotosaurus conhecido, é possível que indivíduos maiores sejam encontrados, já que levou mais de um século para encontrar "Sue" depois que o Tiranossauro foi descoberto.
Em 2014, o paleontólogo Nizar Ibrahim e colegas estimaram o comprimento do Spinosaurus em mais de 15 m, extrapolando a partir de um novo espécime ampliado para corresponder ao focinho descrito por Dal Sasso e colegas. Isso faria do Spinosaurus o maior dinossauro carnívoro conhecido. Em 2019, o paleontólogo W. Scott Persons e colegas descreveram um espécime de Tyrannosaurus (apelidado de "Scotty") e estimaram que ele fosse mais massivo do que outros terópodes gigantes, mas advertiu que as proporções femorais dos carcarodontossaurídeos Giganotosaurus e Tyrannotitan indicavam uma massa corporal maior do que qualquer outro tiranossauro adulto. Eles notaram que esses terópodes eram conhecidos por muito menos espécimes do que o Tyrannosaurus, e que descobertas futuras poderiam revelar espécimes maiores que "Scotty", como indicado pela grande dentição do Giganotosaurus. Enquanto "Scotty" tinha a maior circunferência femoral, a do Giganotossauro era cerca de 10% maior, mas os autores afirmaram que era difícil comparar proporções entre grandes clados de terópodes. Em 2021, o paleontólogo Matías Reolid e colegas compilaram várias estimativas de massa de terópodes (incluindo Giganotosaurus) para calcular a média, mas não incluíram as estimativas de Therrien e Henderson de 2007 de Carnotaurus e Giganotosaurus, considerando-as discrepantes. Isso resultou em uma faixa de massa corporal para Giganotosaurus entre 5,5 e 8,5 t, com uma média de 6,75 t. Eles também aplicaram a proporção do comprimento do crânio e do comprimento do corpo proposta por Therrien e Henderson e reconstruíram vários modelos 3D digitais de terópodes para medir a distribuição e o volume da massa corporal, resultando na massa de um Giganotossauro de 13 m de comprimento em até 7,2 t. Esses pesquisadores encontraram as estimativas consistentes com os valores propostos por estudos anteriores. Em 2022, Juan I. Canale e colegas descreveram o grande carcarodontossaurídeo Meraxes, que possui o crânio mais completamente conhecido no clado Carcharodontosaurinae, com um comprimento estimado de 1,27 m. Extrapolando a partir desse crânio, eles estimaram que o crânio do Giganotossauro tinha 1,634 m de comprimento, tornando-o um dos maiores crânios de terópodes conhecidos.

## Descrição

Tamanho comparado (em verde) com outros dos maiores terópodes

Acredita-se que o Giganotossauro tenha sido um dos maiores dinossauros terópodes, mas a incompletude de seus restos tornou difícil estimar seu tamanho com segurança. Portanto, é impossível determinar com certeza se era maior que o gênero Tyrannosaurus, por exemplo, que foi considerado o maior terópode por muitos anos. Diferentes estimativas de tamanho foram alcançadas por vários pesquisadores, com base em vários métodos e dependendo de como as partes ausentes do esqueleto foram reconstruídas. As estimativas de comprimento para o espécime holótipo variaram entre 12 e 13 m, com um crânio entre 1,53 e 1,80 m de comprimento, um fêmur (osso da coxa) entre 1,365 e 1,43 m de comprimento e um peso entre 4,2 e 13,8 t. A fusão de suturas (articulações) na caixa craniana indica que o espécime do holótipo era um indivíduo maduro. Um segundo espécime, consistindo de um osso dentário de um indivíduo supostamente maior, foi usado para extrapolar um comprimento de 13,2 m, um crânio de 1,95 m de comprimento e um peso de 8,2 t. Alguns escritores consideraram as maiores estimativas de tamanho para ambos os espécimes exageradas. Giganotosaurus foi comparado a uma versão superdimensionada do conhecido gênero Allosaurus.

### Crânio

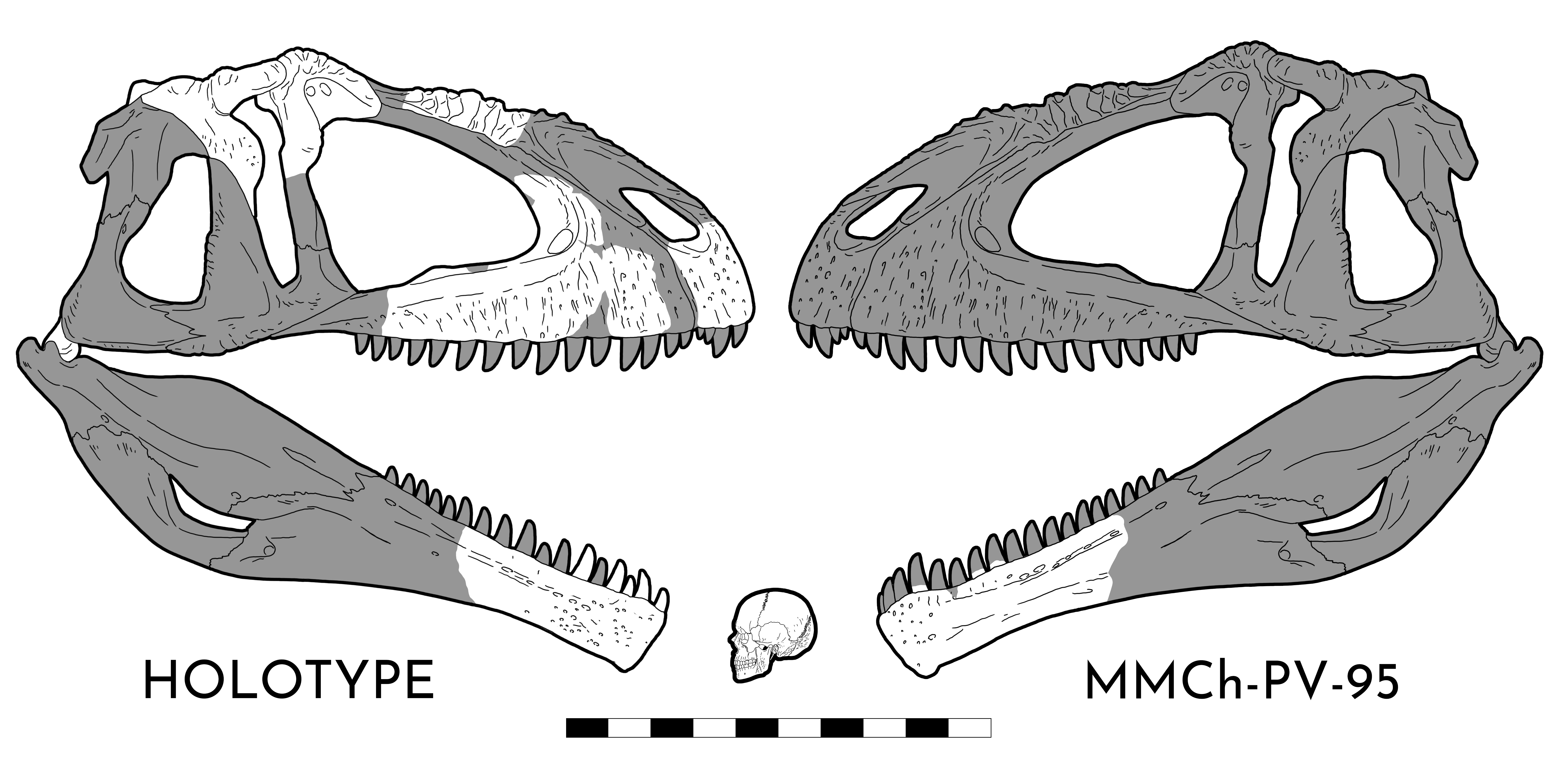
Diagrama do crânio com partes conhecidas

Embora não seja completamente conhecido, o crânio do Giganotossauro parece ter sido baixo. A maxila do maxilar superior tinha uma fileira de dentes de 92 cm de comprimento, era profunda de cima para baixo e suas bordas superior e inferior eram quase paralelas. A mesma tinha uma projeção sob a narina, e uma pequena fenestra em forma de elipse (abertura), como no Allosaurus e Tyrannosaurus. O osso nasal era muito rugoso (áspero e enrugado), e essas rugosidades continuavam para trás, cobrindo toda a superfície superior desse osso. O osso lacrimal na frente do olho tinha uma crista rugosa proeminente (ou chifre) que apontava para trás em um ângulo. A crista era como uma ponta e tinha sulcos profundos. O osso pós-orbital atrás do olho tinha um processo jugal direcionado para baixo e para trás que se projetava na órbita (abertura do olho), como visto nos gêneros Tyrannosaurus, Abelisaurus e Carnotaurus. O osso supraorbital (acima do olho) que unia os ossos lacrimal e pós-orbital era semelhante a um beiral, como o do Abelisaurus. O osso quadrado na parte de trás do crânio tinha 44 cm de comprimento e tinha dois forames (orifícios) pneumáticos (cheios de ar) no lado interno.

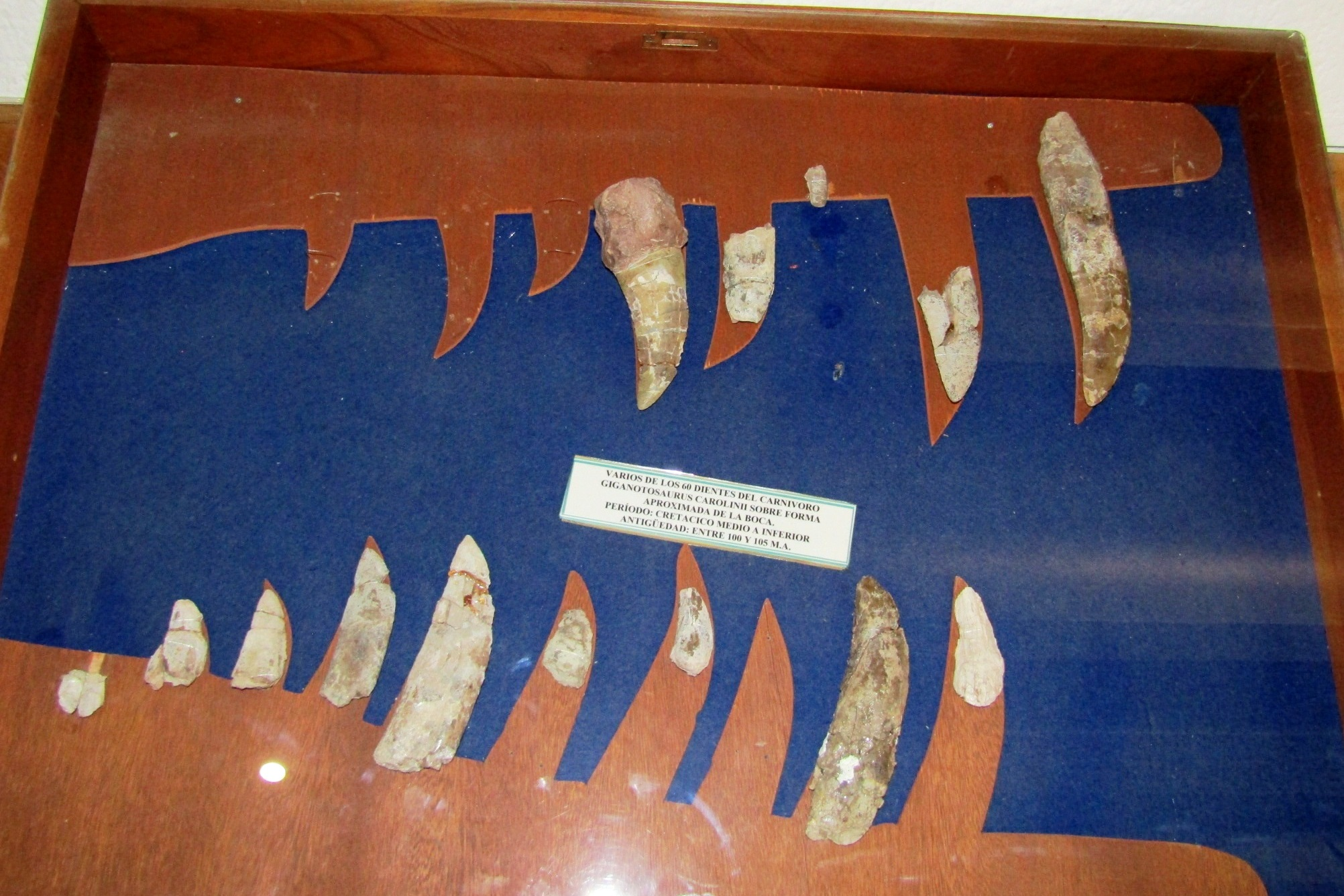
Dente parcial, MPEB

O teto do crânio (formado pelos ossos frontal e parietal) era largo e formava uma "prateleira", que pendia das curtas fenestras supratemporais na parte superior traseira do crânio. A mandíbula estava articulada muito atrás do côndilo occipital (onde o pescoço está ligado ao crânio) em comparação com outros terópodes. O côndilo era largo e baixo, e tinha cavidades pneumáticas. Giganotosaurus não tinha uma crista sagital no topo do crânio, e os músculos da mandíbula não se estendiam para o teto do crânio, ao contrário da maioria dos outros terópodes (devido à plataforma sobre as fenestras supratemporais). Esses músculos teriam sido anexados às superfícies laterais inferiores da prateleira. Os músculos do pescoço que elevavam a cabeça teriam se ligado aos ossos supraoccipitais proeminentes na parte superior do crânio, que funcionavam como a crista da nuca dos tiranossaurídeos. Uma amostra do interior do crânio, feita de látex da cavidade cerebral do Giganotosaurus mostrou que o cérebro era semelhante ao do gênero Carcharodontosaurus, porém maior. O interior tinha 29 mm de comprimento, 64 mm de largura e um volume de 275 ml.
O dentário do maxilar inferior expandiu-se em altura para a frente (pela sínfise da mandíbula, onde as duas metades do maxilar inferior se conectavam), onde também era achatado, e tinha uma projeção para baixo na ponta (o que já foi referido como um "queixo"). O lado inferior do dentário era côncavo, o lado externo era convexo em vista superior, e um sulco corria ao longo dele, que sustentava os forames que nutriam os dentes. A face interna do dentário apresentava uma fileira de placas interdentais, onde cada dente possuía um forame. O sulco meckeliano corria ao longo da borda inferior. A curvatura do dentário mostra que a boca do Giganotossauro teria sido larga. É possível que cada dentário tivesse doze alvéolos. A maioria dos alvéolos tinha cerca de 3,5 cm de comprimento da frente para trás. Os dentes do dentário eram de forma e tamanho semelhantes, exceto o primeiro, que era menor. Os dentes eram comprimidos lateralmente, eram ovais em seção transversal e tinham serrilhas nas bordas frontal e posterior, o que é típico dos terópodes. Os dentes tinham formato sigmóide quando vistos na frente e atrás. Um dente tinha nove a doze serrilhas por mm. Os dentes laterais do Giganotossauro tinham cristas curvas de esmalte, e os maiores dentes da pré-maxila (frente da mandíbula superior) tinham rugas pronunciadas (com seu maior relevo próximo às serrilhas).

### Esqueleto pós-craniano

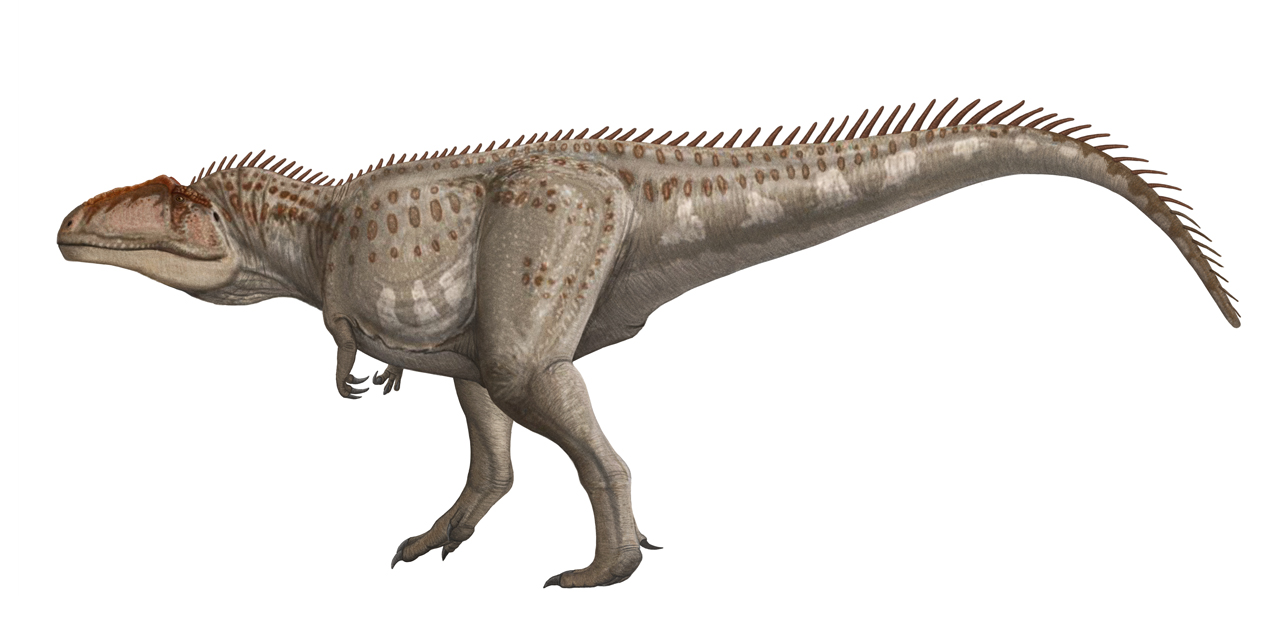
Representação artística

O pescoço do Giganotossauro era forte e o osso do áxis (a vértebra do pescoço que se articula com o crânio) era robusto. As vértebras posteriores do pescoço (cervicais) tinham centros curtos e achatados (os "corpos" das vértebras), com articulações quase hemisféricas (contatos) na frente, e depressões pneumáticas (depressões ocas) divididas por lâminas (placas). As vértebras posteriores (dorsais) apresentavam arcos neurais altos e depressões pneumáticas profundas. As vértebras da cauda (caudais) tinham espinhas neurais que eram alongadas da frente para trás e tinham centros robustos. Os processos transversos das vértebras caudais eram longos da frente para trás, e os chevrons na frente eram semelhantes a lâminas. A cintura escapular foi proporcionalmente mais curta que a do Tiranossauro, sendo a relação entre a escápula (omoplata) e o fêmur inferior a 0,5. A lâmina da escápula tinha bordas paralelas e um tubérculo forte para inserção do músculo tríceps. O coracóide era pequeno e em forma de gancho.
O ílio da pelve tinha uma borda superior convexa, uma lâmina pós-acetabular baixa (atrás do acetábulo) e uma prateleira curta estreita (uma projeção onde os músculos da cauda se fixavam). O pé púbico era pronunciado e mais curto na frente do que atrás. O ísquio era reto e expandido para trás, terminando em forma de lobo. O fêmur era em forma de sigmóide e tinha uma cabeça muito robusta, apontando para cima, com um sulco profundo. A parte menor da cabeça do fêmur (trocanter) era em forma de asa e colocado abaixo da parte maior, que era curto. O quarto trocanter era grande e projetado para trás. A tíbia da parte inferior da perna foi expandida na extremidade superior, sua faceta articular (onde se articulava com o fêmur) era larga e sua diáfise foi comprimida da frente para trás.

## Classificação
Coria e Salgado originalmente encontraram o Giganotosaurus para agrupar mais intimamente com o clado de terópodes Tetanurae do que com terópodes mais basais (ou "primitivos"), como ceratossauros, devido a características compartilhadas (sinapomorfias) nas pernas, crânio e pelve. Outras características mostraram que estava fora do clado mais derivado (ou "avançado") Coelurosauria. Em 1996, Sereno e colegas descobriram que Giganotosaurus, Carcharodontosaurus e Acrocanthosaurus estão intimamente relacionados dentro da superfamília Allosauroidea e os agruparam na família Carcharodontosauridae. As características compartilhadas entre esses gêneros incluem os ossos lacrimais e pós-orbitais formando uma ampla "prateleira" sobre a órbita e a extremidade frontal quadrada da mandíbula inferior.
À medida que mais carcarodontossaurídeos foram descobertos, suas inter-relações tornaram-se mais claras. O grupo foi definido como todos os alossauróides mais próximos do Carcharodontosaurus do que do Allosaurus ou Sinraptor pelo paleontólogo Thomas R. Holtz e colegas em 2004. Em 2006, Coria e Currie uniram Giganotosaurus e Mapusaurus na subfamília Giganotosaurinae dentro de Carcharodontasauridae com base em características compartilhadas do fêmur, como um quarto trocânter fraco e um sulco raso e largo na extremidade inferior. Em 2008, Sereno e o paleontólogo Stephen L. Brusatte uniram Giganotosaurus, Mapusaurus e Tyrannotitan na tribo Giganotosaurini. Em 2010, Paul listou Giganotosaurus como "Giganotosaurus (ou Carcharodontosaurus) carolinii" sem elaboração. Giganotosaurus é um dos membros mais completos e informativos de Carcharodontosauridae.
Abaixo um cladograma que segue Novas et al. (2013) que classifica o Giganotossauro dentro de Giganotosaurini ao lado de Mapusaurus.
|  | Tyrannotitan                                                  |
|  |                                                               |
|  | \| \| Mapusaurus \| \| \| \| \| \| Giganotosaurus \| \| \| \| |
|  |                                                               |
|  | Mapusaurus                                                    |
|  |                                                               |
|  | Giganotosaurus                                                |
|  |                                                               |

|  | Mapusaurus     |
|  |                |
|  | Giganotosaurus |
|  |                |

|  | Tyrannotitan                                                  |
|  |                                                               |
|  | \| \| Mapusaurus \| \| \| \| \| \| Giganotosaurus \| \| \| \| |
|  |                                                               |
|  | Mapusaurus                                                    |
|  |                                                               |
|  | Giganotosaurus                                                |
|  |                                                               |

|  | Mapusaurus     |
|  |                |
|  | Giganotosaurus |
|  |                |

|  | Tyrannotitan                                                  |
|  |                                                               |
|  | \| \| Mapusaurus \| \| \| \| \| \| Giganotosaurus \| \| \| \| |
|  |                                                               |
|  | Mapusaurus                                                    |
|  |                                                               |
|  | Giganotosaurus                                                |
|  |                                                               |

|  | Mapusaurus     |
|  |                |
|  | Giganotosaurus |
|  |                |

|  | Tyrannotitan                                                  |
|  |                                                               |
|  | \| \| Mapusaurus \| \| \| \| \| \| Giganotosaurus \| \| \| \| |
|  |                                                               |
|  | Mapusaurus                                                    |
|  |                                                               |
|  | Giganotosaurus                                                |
|  |                                                               |

|  | Mapusaurus     |
|  |                |
|  | Giganotosaurus |
|  |                |

|  | Tyrannotitan                                                  |
|  |                                                               |
|  | \| \| Mapusaurus \| \| \| \| \| \| Giganotosaurus \| \| \| \| |
|  |                                                               |
|  | Mapusaurus                                                    |
|  |                                                               |
|  | Giganotosaurus                                                |
|  |                                                               |

|  | Mapusaurus     |
|  |                |
|  | Giganotosaurus |
|  |                |

|  | Tyrannotitan                                                  |
|  |                                                               |
|  | \| \| Mapusaurus \| \| \| \| \| \| Giganotosaurus \| \| \| \| |
|  |                                                               |
|  | Mapusaurus                                                    |
|  |                                                               |
|  | Giganotosaurus                                                |
|  |                                                               |

|  | Mapusaurus     |
|  |                |
|  | Giganotosaurus |
|  |                |

|  | Tyrannotitan                                                  |
|  |                                                               |
|  | \| \| Mapusaurus \| \| \| \| \| \| Giganotosaurus \| \| \| \| |
|  |                                                               |
|  | Mapusaurus                                                    |
|  |                                                               |
|  | Giganotosaurus                                                |
|  |                                                               |

|  | Mapusaurus     |
|  |                |
|  | Giganotosaurus |
|  |                |

|  | Tyrannotitan                                                  |
|  |                                                               |
|  | \| \| Mapusaurus \| \| \| \| \| \| Giganotosaurus \| \| \| \| |
|  |                                                               |
|  | Mapusaurus                                                    |
|  |                                                               |
|  | Giganotosaurus                                                |
|  |                                                               |

|  | Mapusaurus     |
|  |                |
|  | Giganotosaurus |
|  |                |

|  | Tyrannotitan                                                  |
|  |                                                               |
|  | \| \| Mapusaurus \| \| \| \| \| \| Giganotosaurus \| \| \| \| |
|  |                                                               |
|  | Mapusaurus                                                    |
|  |                                                               |
|  | Giganotosaurus                                                |
|  |                                                               |

|  | Mapusaurus     |
|  |                |
|  | Giganotosaurus |
|  |                |

|  | Tyrannotitan                                                  |
|  |                                                               |
|  | \| \| Mapusaurus \| \| \| \| \| \| Giganotosaurus \| \| \| \| |
|  |                                                               |
|  | Mapusaurus                                                    |
|  |                                                               |
|  | Giganotosaurus                                                |
|  |                                                               |

|  | Mapusaurus     |
|  |                |
|  | Giganotosaurus |
|  |                |

|  | Tyrannotitan                                                  |
|  |                                                               |
|  | \| \| Mapusaurus \| \| \| \| \| \| Giganotosaurus \| \| \| \| |
|  |                                                               |
|  | Mapusaurus                                                    |
|  |                                                               |
|  | Giganotosaurus                                                |
|  |                                                               |

|  | Mapusaurus     |
|  |                |
|  | Giganotosaurus |
|  |                |

|  | Tyrannotitan                                                  |
|  |                                                               |
|  | \| \| Mapusaurus \| \| \| \| \| \| Giganotosaurus \| \| \| \| |
|  |                                                               |
|  | Mapusaurus                                                    |
|  |                                                               |
|  | Giganotosaurus                                                |
|  |                                                               |

|  | Mapusaurus     |
|  |                |
|  | Giganotosaurus |
|  |                |

|  | Tyrannotitan                                                  |
|  |                                                               |
|  | \| \| Mapusaurus \| \| \| \| \| \| Giganotosaurus \| \| \| \| |
|  |                                                               |
|  | Mapusaurus                                                    |
|  |                                                               |
|  | Giganotosaurus                                                |
|  |                                                               |

|  | Mapusaurus     |
|  |                |
|  | Giganotosaurus |
|  |                |

|  | Tyrannotitan                                                  |
|  |                                                               |
|  | \| \| Mapusaurus \| \| \| \| \| \| Giganotosaurus \| \| \| \| |
|  |                                                               |
|  | Mapusaurus                                                    |
|  |                                                               |
|  | Giganotosaurus                                                |
|  |                                                               |

|  | Mapusaurus     |
|  |                |
|  | Giganotosaurus |
|  |                |

|  | Tyrannotitan                                                  |
|  |                                                               |
|  | \| \| Mapusaurus \| \| \| \| \| \| Giganotosaurus \| \| \| \| |
|  |                                                               |
|  | Mapusaurus                                                    |
|  |                                                               |
|  | Giganotosaurus                                                |
|  |                                                               |

|  | Mapusaurus     |
|  |                |
|  | Giganotosaurus |
|  |                |

|  | Tyrannotitan                                                  |
|  |                                                               |
|  | \| \| Mapusaurus \| \| \| \| \| \| Giganotosaurus \| \| \| \| |
|  |                                                               |
|  | Mapusaurus                                                    |
|  |                                                               |
|  | Giganotosaurus                                                |
|  |                                                               |

|  | Mapusaurus     |
|  |                |
|  | Giganotosaurus |
|  |                |

|  | Tyrannotitan                                                  |
|  |                                                               |
|  | \| \| Mapusaurus \| \| \| \| \| \| Giganotosaurus \| \| \| \| |
|  |                                                               |
|  | Mapusaurus                                                    |
|  |                                                               |
|  | Giganotosaurus                                                |
|  |                                                               |

|  | Mapusaurus     |
|  |                |
|  | Giganotosaurus |
|  |                |

|  | Tyrannotitan                                                  |
|  |                                                               |
|  | \| \| Mapusaurus \| \| \| \| \| \| Giganotosaurus \| \| \| \| |
|  |                                                               |
|  | Mapusaurus                                                    |
|  |                                                               |
|  | Giganotosaurus                                                |
|  |                                                               |

|  | Mapusaurus     |
|  |                |
|  | Giganotosaurus |
|  |                |

|  | Tyrannotitan                                                  |
|  |                                                               |
|  | \| \| Mapusaurus \| \| \| \| \| \| Giganotosaurus \| \| \| \| |
|  |                                                               |
|  | Mapusaurus                                                    |
|  |                                                               |
|  | Giganotosaurus                                                |
|  |                                                               |

|  | Mapusaurus     |
|  |                |
|  | Giganotosaurus |
|  |                |

|  | Tyrannotitan                                                  |
|  |                                                               |
|  | \| \| Mapusaurus \| \| \| \| \| \| Giganotosaurus \| \| \| \| |
|  |                                                               |
|  | Mapusaurus                                                    |
|  |                                                               |
|  | Giganotosaurus                                                |
|  |                                                               |

|  | Mapusaurus     |
|  |                |
|  | Giganotosaurus |
|  |                |

|  | Tyrannotitan                                                  |
|  |                                                               |
|  | \| \| Mapusaurus \| \| \| \| \| \| Giganotosaurus \| \| \| \| |
|  |                                                               |
|  | Mapusaurus                                                    |
|  |                                                               |
|  | Giganotosaurus                                                |
|  |                                                               |

|  | Mapusaurus     |
|  |                |
|  | Giganotosaurus |
|  |                |

|  | Tyrannotitan                                                  |
|  |                                                               |
|  | \| \| Mapusaurus \| \| \| \| \| \| Giganotosaurus \| \| \| \| |
|  |                                                               |
|  | Mapusaurus                                                    |
|  |                                                               |
|  | Giganotosaurus                                                |
|  |                                                               |

|  | Mapusaurus     |
|  |                |
|  | Giganotosaurus |
|  |                |

|  | Tyrannotitan                                                  |
|  |                                                               |
|  | \| \| Mapusaurus \| \| \| \| \| \| Giganotosaurus \| \| \| \| |
|  |                                                               |
|  | Mapusaurus                                                    |
|  |                                                               |
|  | Giganotosaurus                                                |
|  |                                                               |

|  | Mapusaurus     |
|  |                |
|  | Giganotosaurus |
|  |                |

|  | Tyrannotitan                                                  |
|  |                                                               |
|  | \| \| Mapusaurus \| \| \| \| \| \| Giganotosaurus \| \| \| \| |
|  |                                                               |
|  | Mapusaurus                                                    |
|  |                                                               |
|  | Giganotosaurus                                                |
|  |                                                               |

|  | Mapusaurus     |
|  |                |
|  | Giganotosaurus |
|  |                |

|  | Tyrannotitan                                                  |
|  |                                                               |
|  | \| \| Mapusaurus \| \| \| \| \| \| Giganotosaurus \| \| \| \| |
|  |                                                               |
|  | Mapusaurus                                                    |
|  |                                                               |
|  | Giganotosaurus                                                |
|  |                                                               |

|  | Mapusaurus     |
|  |                |
|  | Giganotosaurus |
|  |                |

|  | Tyrannotitan                                                  |
|  |                                                               |
|  | \| \| Mapusaurus \| \| \| \| \| \| Giganotosaurus \| \| \| \| |
|  |                                                               |
|  | Mapusaurus                                                    |
|  |                                                               |
|  | Giganotosaurus                                                |
|  |                                                               |

|  | Mapusaurus     |
|  |                |
|  | Giganotosaurus |
|  |                |

|  | Tyrannotitan                                                  |
|  |                                                               |
|  | \| \| Mapusaurus \| \| \| \| \| \| Giganotosaurus \| \| \| \| |
|  |                                                               |
|  | Mapusaurus                                                    |
|  |                                                               |
|  | Giganotosaurus                                                |
|  |                                                               |

|  | Mapusaurus     |
|  |                |
|  | Giganotosaurus |
|  |                |

|  | Tyrannotitan                                                  |
|  |                                                               |
|  | \| \| Mapusaurus \| \| \| \| \| \| Giganotosaurus \| \| \| \| |
|  |                                                               |
|  | Mapusaurus                                                    |
|  |                                                               |
|  | Giganotosaurus                                                |
|  |                                                               |

|  | Mapusaurus     |
|  |                |
|  | Giganotosaurus |
|  |                |

|  | Tyrannotitan                                                  |
|  |                                                               |
|  | \| \| Mapusaurus \| \| \| \| \| \| Giganotosaurus \| \| \| \| |
|  |                                                               |
|  | Mapusaurus                                                    |
|  |                                                               |
|  | Giganotosaurus                                                |
|  |                                                               |

|  | Mapusaurus     |
|  |                |
|  | Giganotosaurus |
|  |                |

|  | Tyrannotitan                                                  |
|  |                                                               |
|  | \| \| Mapusaurus \| \| \| \| \| \| Giganotosaurus \| \| \| \| |
|  |                                                               |
|  | Mapusaurus                                                    |
|  |                                                               |
|  | Giganotosaurus                                                |
|  |                                                               |

|  | Mapusaurus     |
|  |                |
|  | Giganotosaurus |
|  |                |

|  | Tyrannotitan                                                  |
|  |                                                               |
|  | \| \| Mapusaurus \| \| \| \| \| \| Giganotosaurus \| \| \| \| |
|  |                                                               |
|  | Mapusaurus                                                    |
|  |                                                               |
|  | Giganotosaurus                                                |
|  |                                                               |

|  | Mapusaurus     |
|  |                |
|  | Giganotosaurus |
|  |                |

|  | Tyrannotitan                                                  |
|  |                                                               |
|  | \| \| Mapusaurus \| \| \| \| \| \| Giganotosaurus \| \| \| \| |
|  |                                                               |
|  | Mapusaurus                                                    |
|  |                                                               |
|  | Giganotosaurus                                                |
|  |                                                               |

|  | Mapusaurus     |
|  |                |
|  | Giganotosaurus |
|  |                |

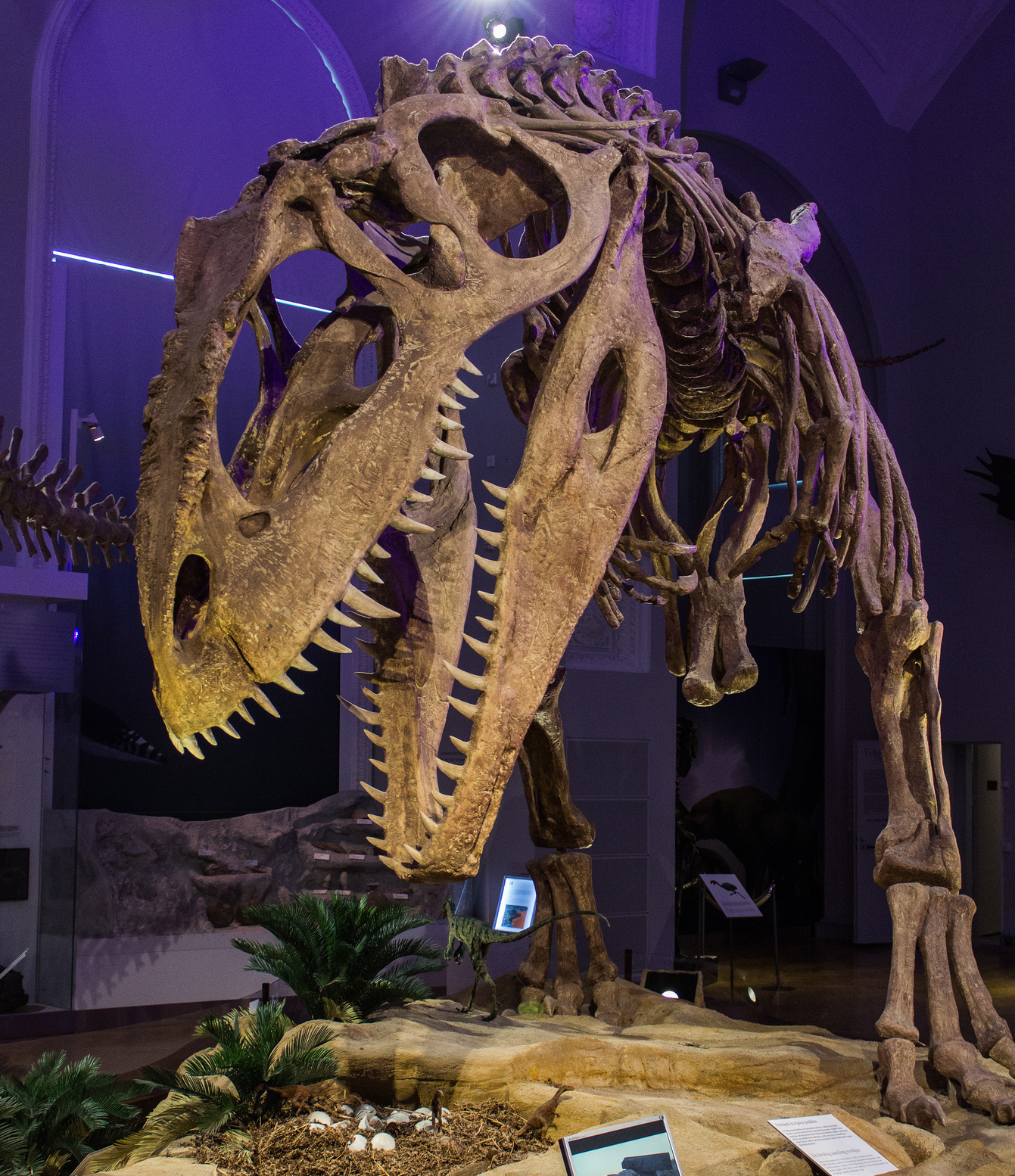
Reconstrução de esqueleto, Museu de História Natural de Helsinque, Finlândia

Este outro cladograma a seguir é de uma análise filogenética mais recente, por Sebastián Apesteguía et al. em 2016:

|  | Acrocanthosaurus |
|  |                  |
|  | Eocarcharia      |
|  |                  |

|  | Tyrannotitan                                                  |
|  |                                                               |
|  | \| \| Mapusaurus \| \| \| \| \| \| Giganotosaurus \| \| \| \| |
|  |                                                               |
|  | Mapusaurus                                                    |
|  |                                                               |
|  | Giganotosaurus                                                |
|  |                                                               |

|  | Mapusaurus     |
|  |                |
|  | Giganotosaurus |
|  |                |

|  | Tyrannotitan                                                  |
|  |                                                               |
|  | \| \| Mapusaurus \| \| \| \| \| \| Giganotosaurus \| \| \| \| |
|  |                                                               |
|  | Mapusaurus                                                    |
|  |                                                               |
|  | Giganotosaurus                                                |
|  |                                                               |

|  | Mapusaurus     |
|  |                |
|  | Giganotosaurus |
|  |                |

|  | Tyrannotitan                                                  |
|  |                                                               |
|  | \| \| Mapusaurus \| \| \| \| \| \| Giganotosaurus \| \| \| \| |
|  |                                                               |
|  | Mapusaurus                                                    |
|  |                                                               |
|  | Giganotosaurus                                                |
|  |                                                               |

|  | Mapusaurus     |
|  |                |
|  | Giganotosaurus |
|  |                |

|  | Tyrannotitan                                                  |
|  |                                                               |
|  | \| \| Mapusaurus \| \| \| \| \| \| Giganotosaurus \| \| \| \| |
|  |                                                               |
|  | Mapusaurus                                                    |
|  |                                                               |
|  | Giganotosaurus                                                |
|  |                                                               |

|  | Mapusaurus     |
|  |                |
|  | Giganotosaurus |
|  |                |

|  | Acrocanthosaurus |
|  |                  |
|  | Eocarcharia      |
|  |                  |

|  | Tyrannotitan                                                  |
|  |                                                               |
|  | \| \| Mapusaurus \| \| \| \| \| \| Giganotosaurus \| \| \| \| |
|  |                                                               |
|  | Mapusaurus                                                    |
|  |                                                               |
|  | Giganotosaurus                                                |
|  |                                                               |

|  | Mapusaurus     |
|  |                |
|  | Giganotosaurus |
|  |                |

|  | Tyrannotitan                                                  |
|  |                                                               |
|  | \| \| Mapusaurus \| \| \| \| \| \| Giganotosaurus \| \| \| \| |
|  |                                                               |
|  | Mapusaurus                                                    |
|  |                                                               |
|  | Giganotosaurus                                                |
|  |                                                               |

|  | Mapusaurus     |
|  |                |
|  | Giganotosaurus |
|  |                |

|  | Tyrannotitan                                                  |
|  |                                                               |
|  | \| \| Mapusaurus \| \| \| \| \| \| Giganotosaurus \| \| \| \| |
|  |                                                               |
|  | Mapusaurus                                                    |
|  |                                                               |
|  | Giganotosaurus                                                |
|  |                                                               |

|  | Mapusaurus     |
|  |                |
|  | Giganotosaurus |
|  |                |

|  | Tyrannotitan                                                  |
|  |                                                               |
|  | \| \| Mapusaurus \| \| \| \| \| \| Giganotosaurus \| \| \| \| |
|  |                                                               |
|  | Mapusaurus                                                    |
|  |                                                               |
|  | Giganotosaurus                                                |
|  |                                                               |

|  | Mapusaurus     |
|  |                |
|  | Giganotosaurus |
|  |                |

|  | Acrocanthosaurus |
|  |                  |
|  | Eocarcharia      |
|  |                  |

|  | Tyrannotitan                                                  |
|  |                                                               |
|  | \| \| Mapusaurus \| \| \| \| \| \| Giganotosaurus \| \| \| \| |
|  |                                                               |
|  | Mapusaurus                                                    |
|  |                                                               |
|  | Giganotosaurus                                                |
|  |                                                               |

|  | Mapusaurus     |
|  |                |
|  | Giganotosaurus |
|  |                |

|  | Tyrannotitan                                                  |
|  |                                                               |
|  | \| \| Mapusaurus \| \| \| \| \| \| Giganotosaurus \| \| \| \| |
|  |                                                               |
|  | Mapusaurus                                                    |
|  |                                                               |
|  | Giganotosaurus                                                |
|  |                                                               |

|  | Mapusaurus     |
|  |                |
|  | Giganotosaurus |
|  |                |

|  | Tyrannotitan                                                  |
|  |                                                               |
|  | \| \| Mapusaurus \| \| \| \| \| \| Giganotosaurus \| \| \| \| |
|  |                                                               |
|  | Mapusaurus                                                    |
|  |                                                               |
|  | Giganotosaurus                                                |
|  |                                                               |

|  | Mapusaurus     |
|  |                |
|  | Giganotosaurus |
|  |                |

|  | Tyrannotitan                                                  |
|  |                                                               |
|  | \| \| Mapusaurus \| \| \| \| \| \| Giganotosaurus \| \| \| \| |
|  |                                                               |
|  | Mapusaurus                                                    |
|  |                                                               |
|  | Giganotosaurus                                                |
|  |                                                               |

|  | Mapusaurus     |
|  |                |
|  | Giganotosaurus |
|  |                |

|  | Acrocanthosaurus |
|  |                  |
|  | Eocarcharia      |
|  |                  |

|  | Tyrannotitan                                                  |
|  |                                                               |
|  | \| \| Mapusaurus \| \| \| \| \| \| Giganotosaurus \| \| \| \| |
|  |                                                               |
|  | Mapusaurus                                                    |
|  |                                                               |
|  | Giganotosaurus                                                |
|  |                                                               |

|  | Mapusaurus     |
|  |                |
|  | Giganotosaurus |
|  |                |

|  | Tyrannotitan                                                  |
|  |                                                               |
|  | \| \| Mapusaurus \| \| \| \| \| \| Giganotosaurus \| \| \| \| |
|  |                                                               |
|  | Mapusaurus                                                    |
|  |                                                               |
|  | Giganotosaurus                                                |
|  |                                                               |

|  | Mapusaurus     |
|  |                |
|  | Giganotosaurus |
|  |                |

|  | Tyrannotitan                                                  |
|  |                                                               |
|  | \| \| Mapusaurus \| \| \| \| \| \| Giganotosaurus \| \| \| \| |
|  |                                                               |
|  | Mapusaurus                                                    |
|  |                                                               |
|  | Giganotosaurus                                                |
|  |                                                               |

|  | Mapusaurus     |
|  |                |
|  | Giganotosaurus |
|  |                |

|  | Tyrannotitan                                                  |
|  |                                                               |
|  | \| \| Mapusaurus \| \| \| \| \| \| Giganotosaurus \| \| \| \| |
|  |                                                               |
|  | Mapusaurus                                                    |
|  |                                                               |
|  | Giganotosaurus                                                |
|  |                                                               |

|  | Mapusaurus     |
|  |                |
|  | Giganotosaurus |
|  |                |

|  | Acrocanthosaurus |
|  |                  |
|  | Eocarcharia      |
|  |                  |

|  | Tyrannotitan                                                  |
|  |                                                               |
|  | \| \| Mapusaurus \| \| \| \| \| \| Giganotosaurus \| \| \| \| |
|  |                                                               |
|  | Mapusaurus                                                    |
|  |                                                               |
|  | Giganotosaurus                                                |
|  |                                                               |

|  | Mapusaurus     |
|  |                |
|  | Giganotosaurus |
|  |                |

|  | Tyrannotitan                                                  |
|  |                                                               |
|  | \| \| Mapusaurus \| \| \| \| \| \| Giganotosaurus \| \| \| \| |
|  |                                                               |
|  | Mapusaurus                                                    |
|  |                                                               |
|  | Giganotosaurus                                                |
|  |                                                               |

|  | Mapusaurus     |
|  |                |
|  | Giganotosaurus |
|  |                |

|  | Tyrannotitan                                                  |
|  |                                                               |
|  | \| \| Mapusaurus \| \| \| \| \| \| Giganotosaurus \| \| \| \| |
|  |                                                               |
|  | Mapusaurus                                                    |
|  |                                                               |
|  | Giganotosaurus                                                |
|  |                                                               |

|  | Mapusaurus     |
|  |                |
|  | Giganotosaurus |
|  |                |

|  | Tyrannotitan                                                  |
|  |                                                               |
|  | \| \| Mapusaurus \| \| \| \| \| \| Giganotosaurus \| \| \| \| |
|  |                                                               |
|  | Mapusaurus                                                    |
|  |                                                               |
|  | Giganotosaurus                                                |
|  |                                                               |

|  | Mapusaurus     |
|  |                |
|  | Giganotosaurus |
|  |                |

|  | Acrocanthosaurus |
|  |                  |
|  | Eocarcharia      |
|  |                  |

|  | Tyrannotitan                                                  |
|  |                                                               |
|  | \| \| Mapusaurus \| \| \| \| \| \| Giganotosaurus \| \| \| \| |
|  |                                                               |
|  | Mapusaurus                                                    |
|  |                                                               |
|  | Giganotosaurus                                                |
|  |                                                               |

|  | Mapusaurus     |
|  |                |
|  | Giganotosaurus |
|  |                |

|  | Tyrannotitan                                                  |
|  |                                                               |
|  | \| \| Mapusaurus \| \| \| \| \| \| Giganotosaurus \| \| \| \| |
|  |                                                               |
|  | Mapusaurus                                                    |
|  |                                                               |
|  | Giganotosaurus                                                |
|  |                                                               |

|  | Mapusaurus     |
|  |                |
|  | Giganotosaurus |
|  |                |

|  | Tyrannotitan                                                  |
|  |                                                               |
|  | \| \| Mapusaurus \| \| \| \| \| \| Giganotosaurus \| \| \| \| |
|  |                                                               |
|  | Mapusaurus                                                    |
|  |                                                               |
|  | Giganotosaurus                                                |
|  |                                                               |

|  | Mapusaurus     |
|  |                |
|  | Giganotosaurus |
|  |                |

|  | Tyrannotitan                                                  |
|  |                                                               |
|  | \| \| Mapusaurus \| \| \| \| \| \| Giganotosaurus \| \| \| \| |
|  |                                                               |
|  | Mapusaurus                                                    |
|  |                                                               |
|  | Giganotosaurus                                                |
|  |                                                               |

|  | Mapusaurus     |
|  |                |
|  | Giganotosaurus |
|  |                |

|  | Acrocanthosaurus |
|  |                  |
|  | Eocarcharia      |
|  |                  |

|  | Tyrannotitan                                                  |
|  |                                                               |
|  | \| \| Mapusaurus \| \| \| \| \| \| Giganotosaurus \| \| \| \| |
|  |                                                               |
|  | Mapusaurus                                                    |
|  |                                                               |
|  | Giganotosaurus                                                |
|  |                                                               |

|  | Mapusaurus     |
|  |                |
|  | Giganotosaurus |
|  |                |

|  | Tyrannotitan                                                  |
|  |                                                               |
|  | \| \| Mapusaurus \| \| \| \| \| \| Giganotosaurus \| \| \| \| |
|  |                                                               |
|  | Mapusaurus                                                    |
|  |                                                               |
|  | Giganotosaurus                                                |
|  |                                                               |

|  | Mapusaurus     |
|  |                |
|  | Giganotosaurus |
|  |                |

|  | Tyrannotitan                                                  |
|  |                                                               |
|  | \| \| Mapusaurus \| \| \| \| \| \| Giganotosaurus \| \| \| \| |
|  |                                                               |
|  | Mapusaurus                                                    |
|  |                                                               |
|  | Giganotosaurus                                                |
|  |                                                               |

|  | Mapusaurus     |
|  |                |
|  | Giganotosaurus |
|  |                |

|  | Tyrannotitan                                                  |
|  |                                                               |
|  | \| \| Mapusaurus \| \| \| \| \| \| Giganotosaurus \| \| \| \| |
|  |                                                               |
|  | Mapusaurus                                                    |
|  |                                                               |
|  | Giganotosaurus                                                |
|  |                                                               |

|  | Mapusaurus     |
|  |                |
|  | Giganotosaurus |
|  |                |

|  | Acrocanthosaurus |
|  |                  |
|  | Eocarcharia      |
|  |                  |

|  | Tyrannotitan                                                  |
|  |                                                               |
|  | \| \| Mapusaurus \| \| \| \| \| \| Giganotosaurus \| \| \| \| |
|  |                                                               |
|  | Mapusaurus                                                    |
|  |                                                               |
|  | Giganotosaurus                                                |
|  |                                                               |

|  | Mapusaurus     |
|  |                |
|  | Giganotosaurus |
|  |                |

|  | Tyrannotitan                                                  |
|  |                                                               |
|  | \| \| Mapusaurus \| \| \| \| \| \| Giganotosaurus \| \| \| \| |
|  |                                                               |
|  | Mapusaurus                                                    |
|  |                                                               |
|  | Giganotosaurus                                                |
|  |                                                               |

|  | Mapusaurus     |
|  |                |
|  | Giganotosaurus |
|  |                |

|  | Tyrannotitan                                                  |
|  |                                                               |
|  | \| \| Mapusaurus \| \| \| \| \| \| Giganotosaurus \| \| \| \| |
|  |                                                               |
|  | Mapusaurus                                                    |
|  |                                                               |
|  | Giganotosaurus                                                |
|  |                                                               |

|  | Mapusaurus     |
|  |                |
|  | Giganotosaurus |
|  |                |

|  | Tyrannotitan                                                  |
|  |                                                               |
|  | \| \| Mapusaurus \| \| \| \| \| \| Giganotosaurus \| \| \| \| |
|  |                                                               |
|  | Mapusaurus                                                    |
|  |                                                               |
|  | Giganotosaurus                                                |
|  |                                                               |

|  | Mapusaurus     |
|  |                |
|  | Giganotosaurus |
|  |                |

|  | Acrocanthosaurus |
|  |                  |
|  | Eocarcharia      |
|  |                  |

|  | Tyrannotitan                                                  |
|  |                                                               |
|  | \| \| Mapusaurus \| \| \| \| \| \| Giganotosaurus \| \| \| \| |
|  |                                                               |
|  | Mapusaurus                                                    |
|  |                                                               |
|  | Giganotosaurus                                                |
|  |                                                               |

|  | Mapusaurus     |
|  |                |
|  | Giganotosaurus |
|  |                |

|  | Tyrannotitan                                                  |
|  |                                                               |
|  | \| \| Mapusaurus \| \| \| \| \| \| Giganotosaurus \| \| \| \| |
|  |                                                               |
|  | Mapusaurus                                                    |
|  |                                                               |
|  | Giganotosaurus                                                |
|  |                                                               |

|  | Mapusaurus     |
|  |                |
|  | Giganotosaurus |
|  |                |

|  | Tyrannotitan                                                  |
|  |                                                               |
|  | \| \| Mapusaurus \| \| \| \| \| \| Giganotosaurus \| \| \| \| |
|  |                                                               |
|  | Mapusaurus                                                    |
|  |                                                               |
|  | Giganotosaurus                                                |
|  |                                                               |

|  | Mapusaurus     |
|  |                |
|  | Giganotosaurus |
|  |                |

|  | Tyrannotitan                                                  |
|  |                                                               |
|  | \| \| Mapusaurus \| \| \| \| \| \| Giganotosaurus \| \| \| \| |
|  |                                                               |
|  | Mapusaurus                                                    |
|  |                                                               |
|  | Giganotosaurus                                                |
|  |                                                               |

|  | Mapusaurus     |
|  |                |
|  | Giganotosaurus |
|  |                |

|  | Acrocanthosaurus |
|  |                  |
|  | Eocarcharia      |
|  |                  |

|  | Tyrannotitan                                                  |
|  |                                                               |
|  | \| \| Mapusaurus \| \| \| \| \| \| Giganotosaurus \| \| \| \| |
|  |                                                               |
|  | Mapusaurus                                                    |
|  |                                                               |
|  | Giganotosaurus                                                |
|  |                                                               |

|  | Mapusaurus     |
|  |                |
|  | Giganotosaurus |
|  |                |

|  | Tyrannotitan                                                  |
|  |                                                               |
|  | \| \| Mapusaurus \| \| \| \| \| \| Giganotosaurus \| \| \| \| |
|  |                                                               |
|  | Mapusaurus                                                    |
|  |                                                               |
|  | Giganotosaurus                                                |
|  |                                                               |

|  | Mapusaurus     |
|  |                |
|  | Giganotosaurus |
|  |                |

|  | Tyrannotitan                                                  |
|  |                                                               |
|  | \| \| Mapusaurus \| \| \| \| \| \| Giganotosaurus \| \| \| \| |
|  |                                                               |
|  | Mapusaurus                                                    |
|  |                                                               |
|  | Giganotosaurus                                                |
|  |                                                               |

|  | Mapusaurus     |
|  |                |
|  | Giganotosaurus |
|  |                |

|  | Tyrannotitan                                                  |
|  |                                                               |
|  | \| \| Mapusaurus \| \| \| \| \| \| Giganotosaurus \| \| \| \| |
|  |                                                               |
|  | Mapusaurus                                                    |
|  |                                                               |
|  | Giganotosaurus                                                |
|  |                                                               |

|  | Mapusaurus     |
|  |                |
|  | Giganotosaurus |
|  |                |

|  | Acrocanthosaurus |
|  |                  |
|  | Eocarcharia      |
|  |                  |

|  | Tyrannotitan                                                  |
|  |                                                               |
|  | \| \| Mapusaurus \| \| \| \| \| \| Giganotosaurus \| \| \| \| |
|  |                                                               |
|  | Mapusaurus                                                    |
|  |                                                               |
|  | Giganotosaurus                                                |
|  |                                                               |

|  | Mapusaurus     |
|  |                |
|  | Giganotosaurus |
|  |                |

|  | Tyrannotitan                                                  |
|  |                                                               |
|  | \| \| Mapusaurus \| \| \| \| \| \| Giganotosaurus \| \| \| \| |
|  |                                                               |
|  | Mapusaurus                                                    |
|  |                                                               |
|  | Giganotosaurus                                                |
|  |                                                               |

|  | Mapusaurus     |
|  |                |
|  | Giganotosaurus |
|  |                |

|  | Tyrannotitan                                                  |
|  |                                                               |
|  | \| \| Mapusaurus \| \| \| \| \| \| Giganotosaurus \| \| \| \| |
|  |                                                               |
|  | Mapusaurus                                                    |
|  |                                                               |
|  | Giganotosaurus                                                |
|  |                                                               |

|  | Mapusaurus     |
|  |                |
|  | Giganotosaurus |
|  |                |

|  | Tyrannotitan                                                  |
|  |                                                               |
|  | \| \| Mapusaurus \| \| \| \| \| \| Giganotosaurus \| \| \| \| |
|  |                                                               |
|  | Mapusaurus                                                    |
|  |                                                               |
|  | Giganotosaurus                                                |
|  |                                                               |

|  | Mapusaurus     |
|  |                |
|  | Giganotosaurus |
|  |                |

|  | Acrocanthosaurus |
|  |                  |
|  | Eocarcharia      |
|  |                  |

|  | Tyrannotitan                                                  |
|  |                                                               |
|  | \| \| Mapusaurus \| \| \| \| \| \| Giganotosaurus \| \| \| \| |
|  |                                                               |
|  | Mapusaurus                                                    |
|  |                                                               |
|  | Giganotosaurus                                                |
|  |                                                               |

|  | Mapusaurus     |
|  |                |
|  | Giganotosaurus |
|  |                |

|  | Tyrannotitan                                                  |
|  |                                                               |
|  | \| \| Mapusaurus \| \| \| \| \| \| Giganotosaurus \| \| \| \| |
|  |                                                               |
|  | Mapusaurus                                                    |
|  |                                                               |
|  | Giganotosaurus                                                |
|  |                                                               |

|  | Mapusaurus     |
|  |                |
|  | Giganotosaurus |
|  |                |

|  | Tyrannotitan                                                  |
|  |                                                               |
|  | \| \| Mapusaurus \| \| \| \| \| \| Giganotosaurus \| \| \| \| |
|  |                                                               |
|  | Mapusaurus                                                    |
|  |                                                               |
|  | Giganotosaurus                                                |
|  |                                                               |

|  | Mapusaurus     |
|  |                |
|  | Giganotosaurus |
|  |                |

|  | Tyrannotitan                                                  |
|  |                                                               |
|  | \| \| Mapusaurus \| \| \| \| \| \| Giganotosaurus \| \| \| \| |
|  |                                                               |
|  | Mapusaurus                                                    |
|  |                                                               |
|  | Giganotosaurus                                                |
|  |                                                               |

|  | Mapusaurus     |
|  |                |
|  | Giganotosaurus |
|  |                |

|  | Acrocanthosaurus |
|  |                  |
|  | Eocarcharia      |
|  |                  |

|  | Tyrannotitan                                                  |
|  |                                                               |
|  | \| \| Mapusaurus \| \| \| \| \| \| Giganotosaurus \| \| \| \| |
|  |                                                               |
|  | Mapusaurus                                                    |
|  |                                                               |
|  | Giganotosaurus                                                |
|  |                                                               |

|  | Mapusaurus     |
|  |                |
|  | Giganotosaurus |
|  |                |

|  | Tyrannotitan                                                  |
|  |                                                               |
|  | \| \| Mapusaurus \| \| \| \| \| \| Giganotosaurus \| \| \| \| |
|  |                                                               |
|  | Mapusaurus                                                    |
|  |                                                               |
|  | Giganotosaurus                                                |
|  |                                                               |

|  | Mapusaurus     |
|  |                |
|  | Giganotosaurus |
|  |                |

|  | Tyrannotitan                                                  |
|  |                                                               |
|  | \| \| Mapusaurus \| \| \| \| \| \| Giganotosaurus \| \| \| \| |
|  |                                                               |
|  | Mapusaurus                                                    |
|  |                                                               |
|  | Giganotosaurus                                                |
|  |                                                               |

|  | Mapusaurus     |
|  |                |
|  | Giganotosaurus |
|  |                |

|  | Tyrannotitan                                                  |
|  |                                                               |
|  | \| \| Mapusaurus \| \| \| \| \| \| Giganotosaurus \| \| \| \| |
|  |                                                               |
|  | Mapusaurus                                                    |
|  |                                                               |
|  | Giganotosaurus                                                |
|  |                                                               |

|  | Mapusaurus     |
|  |                |
|  | Giganotosaurus |
|  |                |

|  | Acrocanthosaurus |
|  |                  |
|  | Eocarcharia      |
|  |                  |

|  | Tyrannotitan                                                  |
|  |                                                               |
|  | \| \| Mapusaurus \| \| \| \| \| \| Giganotosaurus \| \| \| \| |
|  |                                                               |
|  | Mapusaurus                                                    |
|  |                                                               |
|  | Giganotosaurus                                                |
|  |                                                               |

|  | Mapusaurus     |
|  |                |
|  | Giganotosaurus |
|  |                |

|  | Tyrannotitan                                                  |
|  |                                                               |
|  | \| \| Mapusaurus \| \| \| \| \| \| Giganotosaurus \| \| \| \| |
|  |                                                               |
|  | Mapusaurus                                                    |
|  |                                                               |
|  | Giganotosaurus                                                |
|  |                                                               |

|  | Mapusaurus     |
|  |                |
|  | Giganotosaurus |
|  |                |

|  | Tyrannotitan                                                  |
|  |                                                               |
|  | \| \| Mapusaurus \| \| \| \| \| \| Giganotosaurus \| \| \| \| |
|  |                                                               |
|  | Mapusaurus                                                    |
|  |                                                               |
|  | Giganotosaurus                                                |
|  |                                                               |

|  | Mapusaurus     |
|  |                |
|  | Giganotosaurus |
|  |                |

|  | Tyrannotitan                                                  |
|  |                                                               |
|  | \| \| Mapusaurus \| \| \| \| \| \| Giganotosaurus \| \| \| \| |
|  |                                                               |
|  | Mapusaurus                                                    |
|  |                                                               |
|  | Giganotosaurus                                                |
|  |                                                               |

|  | Mapusaurus     |
|  |                |
|  | Giganotosaurus |
|  |                |

|  | Acrocanthosaurus |
|  |                  |
|  | Eocarcharia      |
|  |                  |

|  | Tyrannotitan                                                  |
|  |                                                               |
|  | \| \| Mapusaurus \| \| \| \| \| \| Giganotosaurus \| \| \| \| |
|  |                                                               |
|  | Mapusaurus                                                    |
|  |                                                               |
|  | Giganotosaurus                                                |
|  |                                                               |

|  | Mapusaurus     |
|  |                |
|  | Giganotosaurus |
|  |                |

|  | Tyrannotitan                                                  |
|  |                                                               |
|  | \| \| Mapusaurus \| \| \| \| \| \| Giganotosaurus \| \| \| \| |
|  |                                                               |
|  | Mapusaurus                                                    |
|  |                                                               |
|  | Giganotosaurus                                                |
|  |                                                               |

|  | Mapusaurus     |
|  |                |
|  | Giganotosaurus |
|  |                |

|  | Tyrannotitan                                                  |
|  |                                                               |
|  | \| \| Mapusaurus \| \| \| \| \| \| Giganotosaurus \| \| \| \| |
|  |                                                               |
|  | Mapusaurus                                                    |
|  |                                                               |
|  | Giganotosaurus                                                |
|  |                                                               |

|  | Mapusaurus     |
|  |                |
|  | Giganotosaurus |
|  |                |

|  | Tyrannotitan                                                  |
|  |                                                               |
|  | \| \| Mapusaurus \| \| \| \| \| \| Giganotosaurus \| \| \| \| |
|  |                                                               |
|  | Mapusaurus                                                    |
|  |                                                               |
|  | Giganotosaurus                                                |
|  |                                                               |

|  | Mapusaurus     |
|  |                |
|  | Giganotosaurus |
|  |                |

|  | Acrocanthosaurus |
|  |                  |
|  | Eocarcharia      |
|  |                  |

|  | Tyrannotitan                                                  |
|  |                                                               |
|  | \| \| Mapusaurus \| \| \| \| \| \| Giganotosaurus \| \| \| \| |
|  |                                                               |
|  | Mapusaurus                                                    |
|  |                                                               |
|  | Giganotosaurus                                                |
|  |                                                               |

|  | Mapusaurus     |
|  |                |
|  | Giganotosaurus |
|  |                |

|  | Tyrannotitan                                                  |
|  |                                                               |
|  | \| \| Mapusaurus \| \| \| \| \| \| Giganotosaurus \| \| \| \| |
|  |                                                               |
|  | Mapusaurus                                                    |
|  |                                                               |
|  | Giganotosaurus                                                |
|  |                                                               |

|  | Mapusaurus     |
|  |                |
|  | Giganotosaurus |
|  |                |

|  | Tyrannotitan                                                  |
|  |                                                               |
|  | \| \| Mapusaurus \| \| \| \| \| \| Giganotosaurus \| \| \| \| |
|  |                                                               |
|  | Mapusaurus                                                    |
|  |                                                               |
|  | Giganotosaurus                                                |
|  |                                                               |

|  | Mapusaurus     |
|  |                |
|  | Giganotosaurus |
|  |                |

|  | Tyrannotitan                                                  |
|  |                                                               |
|  | \| \| Mapusaurus \| \| \| \| \| \| Giganotosaurus \| \| \| \| |
|  |                                                               |
|  | Mapusaurus                                                    |
|  |                                                               |
|  | Giganotosaurus                                                |
|  |                                                               |

|  | Mapusaurus     |
|  |                |
|  | Giganotosaurus |
|  |                |

### Evolução
Coria e Salgado sugeriram que a evolução convergente do gigantismo nos terópodes pode estar ligada a condições comuns em seus ambientes ou ecossistemas. Sereno e colegas descobriram que a presença de carcarodontossaurídeos na África (Carcharodontosaurus), América do Norte (Acrocanthosaurus) e América do Sul (Giganotosaurus), demonstrava que o grupo tinha uma distribuição transcontinental no período Cretáceo Inferior. As rotas de dispersão entre os continentes do norte e do sul parecem ter sido cortadas por barreiras oceânicas no final do Cretáceo, o que levou a faunas provinciais mais distintas, impedindo o intercâmbio. Anteriormente, pensava-se que o mundo cretáceo era biogeograficamente separado, com os continentes do norte sendo dominados por tiranossaurídeos, América do Sul por abelissaurídeos e África por carcarodontossaurídeos. A subfamília Carcharodontosaurinae, na qual o Giganotosaurus pertence, parece ter sido restrita ao continente sul de Gondwana (formado pela América do Sul e África), onde provavelmente eram os predadores do ápice (topo da cadeia alimentar). A tribo sul-americana Giganotosaurini pode ter sido separada de seus parentes africanos por meio de vicariância, quando Gondwana se separou durante as idades aptianas-albianas do Cretáceo Inferior.

## Paleobiologia
Em 1999, o paleontólogo Reese E. Barrick e o geólogo William J. Showers descobriram que os ossos do Giganotossauro e do Tiranossauro tinham padrões de isótopos de oxigênio muito semelhantes, com distribuição de calor semelhante no corpo. Esses padrões termorreguladores indicam que esses dinossauros tinham um metabolismo intermediário entre o de mamíferos e répteis e, portanto, eram homeotérmicos (com uma temperatura corporal central estável, um tipo de "sangue quente"). O metabolismo de um Giganotossauro de 8 t seria comparável ao de um mamífero carnívoro de 1 t e teria sustentado um crescimento rápido.
Em 2001, o físico Rudemar Ernesto Blanco e Mazzetta avaliaram a capacidade cursorial (corrida) do Giganotosaurus. Eles rejeitaram a hipótese de James O. Farlow de que o risco de lesões envolvidas em animais tão grandes caindo durante uma corrida limitaria a velocidade de grandes terópodes. Em vez disso, eles colocaram que o desequilíbrio causado pelo aumento da velocidade seria o fator limitante. Calculando o tempo que levaria para uma perna ganhar equilíbrio após a retração da perna oposta, eles descobriram que o limite cinemático superior da velocidade de corrida era de 14 m/s (50 km/h). Eles também descobriram que a comparação entre a capacidade de corrida do Giganotosaurus e pássaros como o avestruz com base na força de seus ossos da perna é de valor limitado, já que os terópodes, ao contrário dos pássaros, tinham caudas pesadas para contrabalançar seu peso.
Um estudo biomecânico de 2017 sobre a capacidade de corrida do tiranossauro pelo biólogo William I. Sellers e colegas sugeriram que as cargas esqueléticas eram grandes demais para permitir que indivíduos adultos corressem. Os membros relativamente longos, que há muito se argumentavam que indicavam boa capacidade de corrida, teriam limitado mecanicamente a marchas e, portanto, não teriam sido um predador de perseguição em alta velocidade. Eles sugeriram que essas descobertas também se aplicariam a outros terópodes gigantes de membros longos, como Giganotosaurus, Mapusaurus e Acrocanthosaurus.

### Alimentação

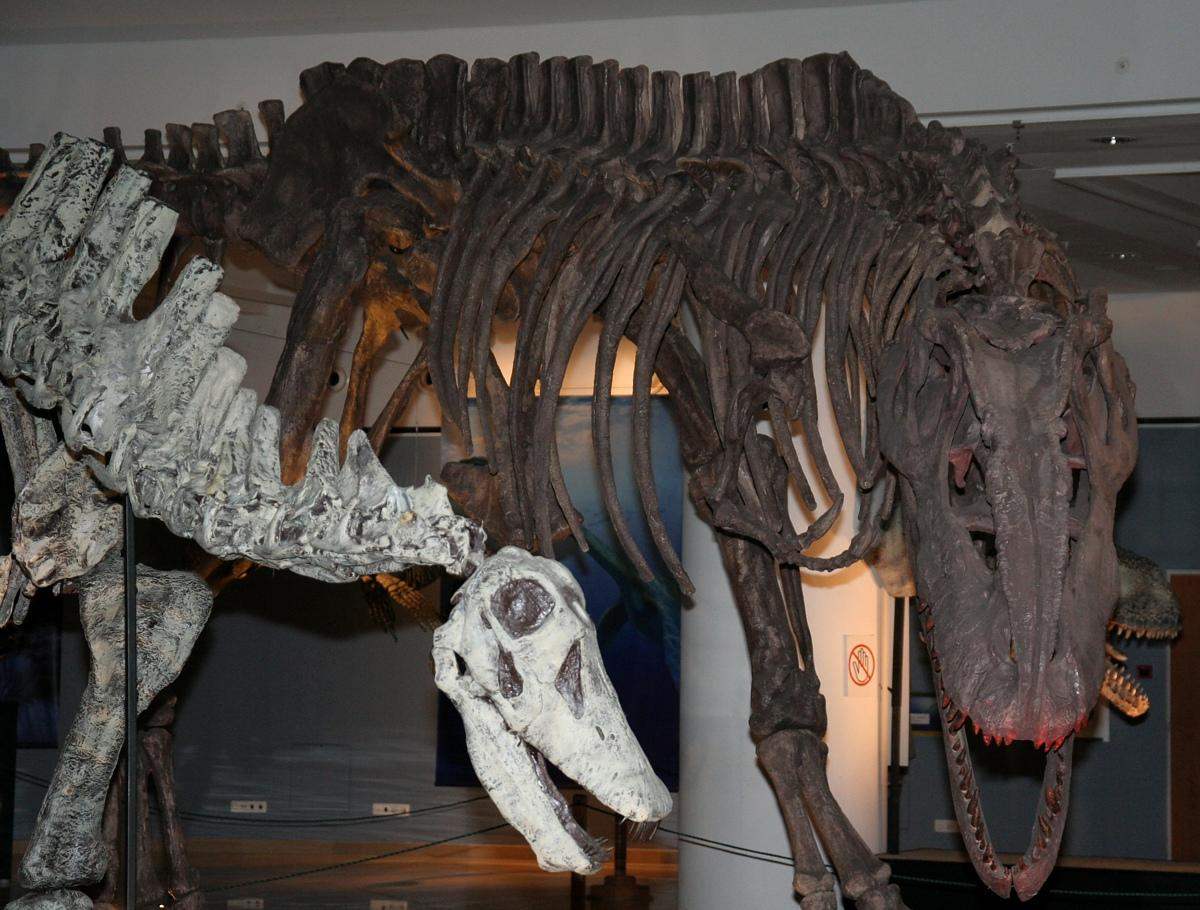
Exibição dos esqueletos de Giganotosaurus e o saurópode contemporâneo Limaysaurus, Museu Húngaro de História Natural

Em 2002, Coria e Currie descobriram que várias características da parte traseira do crânio (como a inclinação frontal do occipital e o côndilo occipital baixo e largo) indicam que o Giganotossauro teria uma boa capacidade de mover o crânio lateralmente em relação ao as vértebras frontais do pescoço. Essas características também podem estar relacionadas ao aumento da massa e comprimento dos músculos da mandíbula; a articulação da mandíbula do Giganotossauro e outros carcarodontossaurídeos foi movida para trás para aumentar o comprimento da musculatura da mandíbula, permitindo um fechamento mais rápido das mandíbulas, enquanto os tiranossauros aumentaram a massa da musculatura da mandíbula inferior, para aumentar o poder de sua mordida.
Em 2005, Therrien e colegas estimaram a força de mordida relativa dos terópodes e descobriram que o Giganotosaurus e os táxons relacionados tinham adaptações para capturar e derrubar presas, entregando mordidas poderosas, enquanto os tiranossauros tinham adaptações para resistir ao estresse de torção e esmagar ossos. Estimativas em valores absolutos como newtons eram impossíveis. A força de mordida do Giganotossauro era mais fraca do que a do Tiranossauro, e a força diminuía para trás ao longo da fileira de dentes. As mandíbulas inferiores foram adaptadas para morder em fatias, e provavelmente capturou e manipulou presas com a parte frontal das mandíbulas. Esses autores sugeriram que o Giganotossauro e outros alossauros podem ter sido predadores generalizados que se alimentaram de um amplo espectro de presas menores do que eles, como saurópodes juvenis. O processo ventral (ou "queixo") da mandíbula inferior pode ter sido uma adaptação para resistir ao estresse de tração quando a mordida poderosa foi entregue com a frente das mandíbulas contra a presa.
Os primeiros fósseis conhecidos do Mapusaurus intimamente relacionado foram encontrados em um leito de ossos consistindo de vários indivíduos em diferentes estágios de crescimento. Em sua descrição do gênero em 2006, Coria e Currie sugeriram que, embora isso pudesse ser devido a um acúmulo de carcaças de longo prazo ou coincidente, a presença de diferentes estágios de crescimento do mesmo táxon indicava que a agregação não era coincidência. Em um artigo da National Geographic de 2006, Coria afirmou que o leito ósseo foi provavelmente o resultado de um evento catastrófico e que a presença de indivíduos principalmente de tamanho médio, com muito poucos jovens ou velhos, é normal para animais que formam matilhas. Portanto, disse Coria, grandes terópodes podem ter caçado em grupos, o que seria vantajoso ao caçar saurópodes gigantescos.

## Paleoambiente
O Giganotosaurus foi descoberto na Formação Candeleros, que foi depositada durante o início do estágio Cenomaniano do período Cretáceo Superior, há aproximadamente 99,6 a 97 milhões de anos. Esta formação é a unidade mais baixa do Grupo Neuquén, onde faz parte do Subgrupo Río Limay. A formação é composta por arenitos grosseiros e médios depositados em ambiente fluvial (associado a rios e córregos), e em condições eólicas (efetuadas pelo vento). Paleossolos (solo enterrado), siltitos e argilitos estão presentes, alguns dos quais representam condições de pântano.
Giganotosaurus foi provavelmente o predador de topo em seu ecossistema. Ele compartilhou seu ambiente com dinossauros herbívoros, como o saurópode titanossauriano Andesaurus e os saurópodes rebbachissaurídeos Limaysaurus e Nopcsaspondylus. Além do próprio Giganotosaurus, outros terópodes incluem o abelisaurídeo Ekrixinatosaurus, o dromaeossaurídeo Buitreraptor e o alvarezsauróide Alnashetri. Outros répteis incluem o crocodiliforme Araripesuchus, esfenodontianos, cobras e a tartaruga Prochelidella. Outros vertebrados incluem mamíferos cladotérios, uma rã pipoide e peixes ceratodontiformes. Pegadas indicam a presença de grandes ornitópodes e pterossauros também.

## Cultura popular

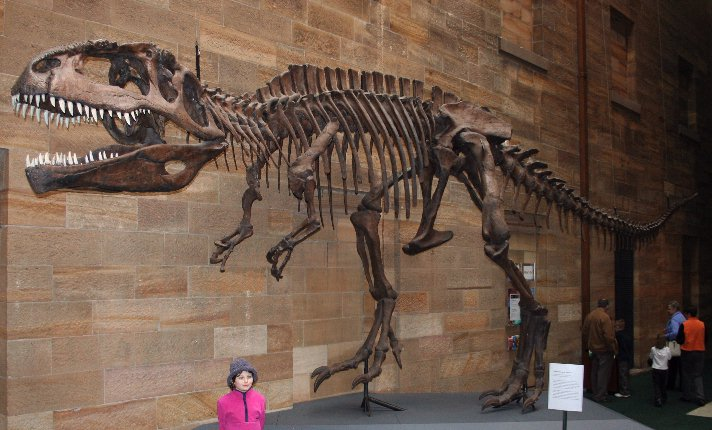
Esqueleto reconstruído no Museu Australiano, em Sydney

O Giganotossauro apareceu em vários documentários como em Walking With Dinosaurs Special - Chased by Dinosaurs no episódio "Land of Giants" (Terra de Gigantes), um dos especiais da série Walking with Dinosaurs ambos da BBC. Também apareceu no documentário da IMAX Dinosaurs: Giants of Patagonia, onde o paleontólogo Rodolfo Coria mostra o local da descoberta do dinossauro na Argentina.
Outra aparição deste dinossauro ocorre no quarto episódio da terceira Temporada da série britânica de drama/ficção científica Primeval. Na série um Giganotossauro aparece num aeroporto, mata o zoólogo Nigel Marven (como uma referência a atuação do mesmo em Chased by Dinosaurs), e ataca um avião Jumbo.
No cinema, o Giganotossauro foi um dos "dinossauros antagonistas" do filme Jurassic World: Dominion.
Nos jogos, o Giganotossauro apareceu em Dino Crisis 2, para Playstation e computador, representando o chefão final do jogo. É também um dos dinossauros domesticáveis no jogo de ação e sobrevivência Ark: Survival Evolved.